# Henrique III de Nassau-Breda
Henrique III de Nassau-Breda, conhecido como Henrique de Nassau (Siegen, 12 de janeiro de 1483 — Breda, 14 de setembro de 1538), senhor de Breda, senhor de Lek e de Diest, entre outros, foi um militar e conde da Casa de Nassau.
Era filho do conde João V de Nassau-Dillenburg e Elisabeth de Hesse, irmão de Guilherme I de Nassau-Dillenburg, tio de Guilherme I de Orange-Nassau e pai de Renato de Châlon.
Participou das guerras da Itália, especialmente da quinta e da sexta.
Foi marido de Mencía de Mendoza, que era filha de Rodrigo Díaz de Vivar y Mendoza Lemos, e neta paterna da nobre portuguesa Mécia de Lemos.